# Gugudan SeMiNa
Gugudan SeMiNa (em coreano: 구구단 세미나) foi o segundo sub-unit do grupo feminino sul-coreano Gugudan, formado pela Jellyfish Entertainment em 2018. Era composto por três membros do Gugudan: Nayoung, Sejeong e Mina.

## História
Em 29 de junho, a Jellyfish Entertainment anunciou que Sejeong, Mina e Nayoung formarão uma sub-unit e lançarão um único álbum em 10 de julho.  Elas apareceram pela primeira vez como trainees da Jellyfish Entertainment no programa de sobrevivência da Mnet, Produce 101, com uma performance de "Something New" da cantora Nikki Yanofsky. A Jellyfish Entertainment revelou que eles usariam o nome SeMiNa, composto pelas primeiras sílabas de seus nomes Sejeong, Mina e Nayoung.  Em 10 de julho, elas lançaram um single álbum autointitulado com três faixas, incluindo o single principal "SeMiNa". 
Após o disband do Gugudan, a sub-unit também teve seu disband em 31 de dezembro de 2020. 

## Membros
- Nayoung — líder
- Sejeong
- Mina

## Discografia

### Álbuns individuais
| Título | Detalhes                                                                                             | Posições nos charts | Vendas        |
| Título | Detalhes                                                                                             | KOR                 | Vendas        |
| ------ | --- | ------------------- | ------------- |
| SeMiNa | - Lançado: 10 de julho de 2018 - Gravadora: Jellyfish Entertainment - Formatos: CD, digital download | 6                   | - KOR: 11,225 |

### Singles
| Título                                                                                    | Ano  | Posições nos charts | Posições nos charts | Álbum  |
| Título                                                                                    | Ano  | KOR                 | KOR Hot             | Álbum  |
| ----------------------------------------------------------------------------------------- | ---- | ------------------- | ------------------- | ------ |
| "SeMiNa" (샘이나)                                                                         | 2018 | —                   | —                   | SeMiNa |
| "—" denota lançamentos que não entraram nas paradas ou não foram lançados naquela região. |      |                     |                     |        |

## Videografia

### Vídeos musicais
| Título   | Ano  | Diretor(es)  | Ref.  |
| -------- | ---- | ------------ | ----- |
| "SeMiNa" | 2018 | Desconhecido | [ 7 ] |

## Prêmios e indicações
| Cerimônia de premiação  | Ano  | Categoria | Nomeado / Trabalho | Resultado |
| ----------------------- | ---- | --------- | ------------------ | --------- |
| Mnet Asian Music Awards | 2018 | Best Unit | Gugudan SeMiNa     | Indicado  |